# Dutch Open 2005
Il Dutch Open 2005 (conosciuto anche come Priority Telecom Open) è stato un torneo di tennis giocato sulla terra rossa. È stata la 48ª edizione del Dutch Open, che fa parte della categoria International Series nell'ambito dell'ATP Tour 2005. Si è giocato allo Sportlokaal de Bokkeduinen di Amersfoort nei Paesi Bassi, dal 18 al 24 luglio 2005.

## Campioni

### Singolare
Fernando González ha battuto in finale  Agustín Calleri con il punteggio di 7–5, 6–3

### Doppio
Martín García /  Luis Horna hanno battuto in finale  Fernando González /  Nicolás Massú con il punteggio di 6–4, 6–4